# Hristijan Mickoski
Hristijan Mickoski (makedonsk: Христијан Мицкоски; født 29. september 1977 i Skopje, Socialistisk Føderale Republik Jugoslavien) er en nordmakedonsk professor og politiker, der siden 23. juni 2024 har været Nordmakedoniens premierminister. Han er desuden leder af det kristendemokratiske konservative parti VMRO-DPMNE. 

## Liv
Hristijan Mickoski er søn af professor i maskinteknik Ivan Mickoski. Hristijan Mickoski er uddannet fra fakultetet for maskinteknik ved universitetet i Skopje. I årene 2001-2002 afsluttede han en studieperiode ved universitet i Perugia og universitet i Siena, Italien. I 2023 blev han kandidat i ingeniørvidenskab. Fra 2005 til 2008 var han gæstestuderende ved universiteterne i Ilmenau og Aachen, hvor han arbejdede på den eksperimentelle del af sin doktorafhandling. I 2009 forsvarede han sin doktorafhandling ved Universitetet i Skopje med titlen "Kontrol af manipulerende robotter ved hjælp af fuzzylogik". 
Efter at have afsluttet sin kandidatgrad var Hristijan Mickoski lektor ved Fakultetet for Maskinteknik i Skopje fra 2014 til 2019, hvor han i 2019 blev udpeget som professor. Fra 2015 til 2017 var han energirådgiver for de makedonske premierministre Nikola Gruevski og Emil Dimitriev. I 2016 blev han udnævnt til bestyrelsesformand og generaldirektør for Makedoniens kraftværker.

### Formand for VMRO-DPMNE
I juli 2017 blev han generalsekretær for VMRO-DPMNE.  Efter Nikola Gruevskis tilbagetræden blev Mickoski ny formand for VMRO-DPMNE i december 2017 og dermed leder af oppositionen i landet. Mickoski forklarede, at han og hans parti stræber efter at blive medlem af EU og desuden støtter NATO-medlemskab, men at partiet ikke vil "kapitulere" over nationale spørgsmål.  Mickoski afviste beslutningen om at ændre Makedoniens statsnavn til Nordmakedonien i 2018.  Derfor er hans pro-EU- og pro-NATO-tilbøjeligheder blevet mødt med tvivl af nogle politiske iagttagere.  Mickoski opretholder tætte forbindelser med de ungarske og serbiske præsidenter Orban og Vučić. Han og partiet, han stod i spidsen for, blev en af hoveddeltagerne i de landsdækkende protester i 2022 mod det franske forslag om at starte forhandlingsprocessen mellem Nordmakedonien og EU. En ønsket forfatningsændring, som havde til hensigt at omtale det bulgarske mindretals rolle som et statsopbyggende folk, mislykkedes på grund af oppositionen ledet af Mickoski, og det nødvendige to-tredjedeles flertal blev ikke opnået. 
Efter det tidlige parlamentsvalg den 8. maj 2024 blev VMRO-DPMNE igen den stærkeste kraft i det nordmakedonske parlament, men mistede sit absolutte flertal. 23. juni 2024 blev Mickoski valgt af parlamentet som ny premierminister i Nordmakedonien.